# 20994 Atreya
20994 Atreya este un asteroid din centura principală de asteroizi.

## Descriere
20994 Atreya este un asteroid din centura principală de asteroizi. A fost descoperit pe 15 octombrie 1985 la Stația Anderson Mesa de Edward L. G. Bowell. Asteroidul prezintă o orbită caracterizată de o semiaxă mare de 2,29 ua, o excentricitate de 0,12 și o înclinație de 3,8° în raport cu ecliptica.